# Revisorns skadeståndsskyldighet
Revisorns skadeståndsskyldighet är reglerad av flera olika ramverk bland annat ISA-standarderna, EU-direktiv , skadeståndslagen 412/1974 och den finska revisionslagen 1141/2015 .
Revisorn delar på det rättsliga ansvaret tillsammans med styrelsen och vd. Revisorn har ansvar för att bokslutet är väsentligt samt riktigt. En slarvig revision kan alltså leda till skadeståndsskyldighet om revisorn med avsikt ger en felaktig revisionsberättelse kan hen bli skyldig till revisionsbrott. Revisorn har alltså en markant roll i företagets lagliga verksamhet.

## Definition
Revisorns skadeståndsskyldighet bygger i hög grad på god revisionssed och dess uppföljning. Om revisorn till exempel inte kommenterar viktiga fel i revisionsberättelsen kan hen bli skadeståndsskyldig. För att revisorn skall anses vara skadeståndsskyldig krävs att revisorn har försummat sina uppgifter eller gjort fel i revisionsarbetet som kan bevisa orsaka skador för företaget. Dessutom förutsätter revisorns skadeståndsansvar att det finns en orsaksrelation mellan skadan och revisorns agerande samt att denna kan mätas i pengar. Om orsaksrelation kan inte bevisas kan revisorn inte anses vara ansvarig för skadorna.
Om revisorn skulle ha agerat enligt goda revisionssed skulle hen fått företaget att ändra sin verksamhet så att skadan skulle förhindras.

## Regleringar

### Internationell lagstiftning
Internationellt regleras revisionsarbete genom ISA standarder (International Standards on Auditing), IAS-standarder (International Accounting Standards) samt inom EU genom revisionsdirektiven 2006 / 43 EU och förändrings direktiven 2014/56 EU.
Det egna landet utgår sedan ifrån dessa regleringar och kan om de vill tillämpa en ännu strängare lagstiftning. I Finland svarar patent- och registerstyrelsen för det internationella tillsynssamarbetet inom revisionsbranschen.

### Finsk lagstiftning
Revisionslagen i Finland ändrades 19 augusti 2016 när lag 622/2016 trädde i kraft, där innehållet om skadeståndsskyldigheten nämns i 10 kap 9§, innehållet förblev dock detsamma men strukturen olika.  Revisionslagen förändrades på grund av EU:s förändring av revisionsdirektiven (2014/56EU) och revisionsförordningen (EU-nr 537/2014).
Revisionsdirektiven är minimikrav som nationerna sedan kan göra strängare i sin egen lagstiftning, ifall detta inte är förbjudet. Revisorns skadeståndsskyldighet bygger på god revisionssed. God revisionssed nämns i ISA-standarderna och förutom de som vi har gått igenom räknas också goda yrkesetiska principer samt domstolsavgöranden och myndighetsbeslut in i ISA-standarderna.  
I revisionslagen 10 kap 9§ sägs följande: 
“En revisor är skyldig att ersätta en skada som revisorn uppsåtligen eller av vårdslöshet har orsakat sammanslutningen eller stiftelsen vid utförandet av en uppgift som avses i 1 kap. 1 § 1 mom.“  En revisor svarar även för möjliga skador som hens vikarie orsakat med flit eller av vårdslöshet. 
Skadeståndslagen 412/1974 avgör mer specifikt hur man kan bli skadeståndsansvarig i kap 2 och om hur fördelningen om skadeståndsansvar fördelas mellan flera personer t.ex. revisorn och företagets ledning kap 6 .
I Finland ansvarar patent och registerstyrelsen (PSR) om revisionstillsynen och övervakningen samt allmän rådgivning av revisorer .

### Svensk lagstiftning
“Revisorn ska granska företagets årsredovisning och bokföring samt företagsledningens förvaltning. Granskningen ska vara så ingående och omfattande som god revisionssed kräver. Om revisorn är en auktoriserad eller godkänd revisor eller ett registrerat revisionsbolag, ska granskningen utföras med professionell skepticism”.

### Revisorns skadeståndsansvar
37 § En revisor som när han eller hon fullgör sitt uppdrag uppsåtligen eller av oaktsamhet skadar företaget ska ersätta skadan. Detsamma gäller när skadan tillfogas någon annan genom överträdelse av denna lag eller tillämplig lag om årsredovisning. En revisor ska även ersätta skada som uppsåtligen eller av oaktsamhet vållas av revisorns medhjälpare. I fall som avses i 36 § andra stycket denna lag och 4 kap. 3 och 6 §§ lagen (2017:630) om åtgärder mot penningtvätt och finansiering av terrorism svarar dock revisorn endast för skada på grund av oriktiga uppgifter som revisorn eller revisorns medhjälpare har haft skälig anledning att anta var oriktiga.

### Gemensamt skadeståndsansvar
39 § Om flera skall ersätta samma skada, svarar de solidariskt för skadeståndet i den mån inte skadeståndsskyldigheten har jämkats för någon av dem enligt 38 §. Vad någon av dem har betalat i skadestånd får han återkräva av de andra efter vad som är skäligt med hänsyn till omständigheterna.
Högsta domstolen: 1999: 118

## Fall från verkligheten

### KKO 2008:155
Person A som var stiftelsens ordförande hade lyft tillgångar speciellt checkar och bankväxlar från stiftelsens konto till sitt eget bruk mellan åren 1996 och 2000. Person A dog år 2001. Bokföringen från 1995 hade försvunnit samtidigt som Person B fungerade som revisor för företaget 1995–1999. Person C var maken till person D och hade rätten till en del av ägarandelarnas vinster. Stiftelsens tillgångar var ursprungligen investerade av person D. 
I bokföring hittades bara person A:s själv gjorda verifikat av checkutdragen och enbart bankens kvitton av utdrag med bankväxlar. I dessa verifikat hade A betecknat att utdragen skall debiteras i stiftelsens bokföring ur C:s konto, men dokumenten visade inte hur tillgångarna var till förmån för C. Bankväxlarna var värda 220 000, 100 000 och 190 000 mark, medan de flesta av checkerna mellan 3 000 och 105 000 mark.
Högsta domstolen kom fram till att person B (revisorn) skall betala väsentlig ersättning som inte kan förlikas på grund av att B borde ha ingripit i person A verksamhet. Högsta domstolen ansåg att saknaden av verifikat, upprepade utdrag ur stiftelsens konto genom bankväxlar och checkar samt med hänsyn till storleken på de enskilda utdragen borde revisorn ha varit säker på dess lämpliga skäl. Redan sätten hur tillgångarna hade lyfts borde ha krävt djupare förklaring på grunden till utdragen.
Person A:s själv gjorda verifikat och i dessa gjorda beteckningar av betalningsmottagaren C är inte tillräckligt tillförlitliga att demonstrera motivering av utbetalningar lämpliga. Verifikaten räcker inte heller att bevisa utbetalningen till C speciellt när revisorn har under granskning av bokföringen kunnat upptäcka, att man hade som användningspraxis att betala direkt från bankkonto till bankkonto underhållningen av person C:s nödvändiga tillgångar.

### Athur Andersen och Enron
Arthur Andersens revisionsbyrå var tidigare en del av “Big five” men efter Enronskandalen upplöstes firman nästan totalt år 2002. Arthur Andersen anklagades för att ha tillåtit Enrons kreativa redovisning, tagit emot stora arvoden samt för att ha förstört viktiga dokumentation gällande fallet Enron. Efter att Enronskandalen kom till publik kännedom började Arthur Andersens revisionsorganisation att kollapsa. Från att ha 83 000 anställda 2001 hade firman bara 3 000 kvar år 2002. Arthur Andersens revisionsorganisation fick dessutom en så kallad dödsdom när de förbjöds att revidera publika bolag för fem år framåt. Bolaget upplöstes dock i princip frivilligt efter att skandalen kom till kännedom och många anställde bytte arbetsplats till något av de andra fyra stora revisionsbolagen.
Arthur Andersen fick böter på 7 miljoner och detta skickade ut ett budskap till de resterande stora revisionsbyråerna att i oerhört stora fall som detta blir inte bara enskilda revisorer skadeståndsskyldiga utan hela firman om revisorerna har bekräftat vilseledande finansiella rapporter.